# Samsara (película)
Samsara es una película en coproducción entre India, Francia, Italia y Alemania, dirigida por Pan Nalin y estrenada en el año 2001.

## Argumento
Después de más de tres años de reclusión voluntaria en una ermita perdida de Ladakh, Tiunhasi, un monje budista, regresa al monasterio donde había vivido desde los cinco años. Allí descubre a Pema, una bella joven de la que se enamora, lo que le lleva a cuestionarse los valores de su vida monacal en el monasterio.